# Creep (singel)
Creep – ostatni singiel promujący album pt Blood Money, amerykańskiego duetu Mobb Deep. Został wydany w 2006 roku. Gościnnie występuje znany raper, 50 Cent.

## Lista utworów

### Side A
1. "Creep" (Clean Version)
2. "Creep" (Dirty Version)
3. "Creep" (Instrumental)

### Side B
1. "It's Alright" (Clean Version)
2. "It's Alright" (Dirty Version)
3. "It's Alright" (Instrumental)